# LSV Warschau
Der Luftwaffensportverein Warschau war während des Zweiten Weltkriegs ein kurzlebiger Sportverein aus der damals vom Deutschen Reich besetzten polnischen Hauptstadt Warschau. Ihm gehörten ausschließlich Reichsdeutsche und Volksdeutsche an, die in der Luftwaffe dienten.

## Geschichte
Der LSV Warschau entstand 1941 aus dem Zusammenschluss von vier Sportgemeinschaften, die Geschwader der Luftwaffe in der besetzten polnischen Hauptstadt aufgestellt hatten. Die stärkste Fußballelf unter diesen vier Vereinen, der LSV Okecie, gestellt vom Bodenpersonal des Flughafens Warschau-Okęcie, war im Vorjahr Meister des Distrikts Warschau geworden, war aber in der Endrunde mit den Meistern der anderen drei Distrikte (Krakau, Lublin, Radom) nur Letzter geworden. Erfolgreicher war die Elf von Okecie im 1940 erstmals ausgetragenen Bernsteinpokal: Sie erreichte das Finale, in dem sie allerdings der SS- und Polizeisportgemeinschaft Warschau mit 1:5 deutlich unterlag.
In der Saison 1941 wurde auch der neugegründete LSV Warschau Distriktmeister. Im Halbfinale der Gaumeisterschaft konnte sich die Mannschaft mit 4:1 gegen den LSV Radom durchsetzen. Im Finale im Oktober 1941 in Krakau, in dem der Teilnehmer an den Endspielen um die Großdeutsche Fußballmeisterschaft ermittelt wurde, unterlag man allerdings dem LSV Boelcke Krakau knapp mit 1:0. Wie im Vorjahr der LSV Okecie erreichte der LSV Warschau 1941 ebenfalls das Finale des Bernsteinpokals, nachdem das Halbfinale gegen den LSV Radom am grünen Tisch zu seinen Gunsten entschieden worden war: Zunächst hatten beide Mannschaften sich in Warschau 1:1 nach Verlängerung getrennt. Das Wiederholungsspiel in Radom wurde in der 75. Minute beim Stand von 1:0 für die Gäste aus Warschau abgebrochen, nachdem Zuschauer den Platz gestürmt hatten. Vorangegangen waren Rangeleien unter den Spielern und drei Platzverweise. Die Sportbehörde des Generalgouvernements entschied am grünen Tisch, dass der LSV Warschau im Finale spielt. Dort gingen die Warschauer gegen die DTSG Krakau, in deren Reihen die polnischen Nationalspieler Julius Joksch und Edmund Majowski, die beide aus Oberschlesien stammten, sowie Josef Smoczek standen, chancenlos mit 0:6 unter.
In den folgenden zwei Spielzeiten der Gauliga Generalgouvernement konnte der LSV nicht an die vorangegangenen Erfolge anknüpfen: Weder konnte er sich in der Distriktliga durchsetzen, noch das Halbfinale des Bernsteinpokals erreichen. Mit dem Ende der Saison 1943/44 wurde wegen der Entwicklungen an der Ostfront sowie des Warschauer Aufstands der Spielbetrieb eingestellt. Ende 1944 löste sich der Verein auf.
Neben der Fußballmannschaft existierte auch eine Eishockeyabteilung. Die Eishockeymannschaft nahm im Februar 1941, als eines von fünf Teams, an der Eishockeymeisterschaft des Generalgouvernements in Krynica teil. Am Ende belegte der LSV Warschau den fünften und damit letzten Platz. Außerdem gab es eine Schwimmsportabteilung.

## Erfolge der Fußballabteilung
- Distriktmeister Warschau: 1940 (als LSV Okecie), 1941
- Halbfinale der Gaumeisterschaft: 1940 (als LSV Okecie)
- Finalist im Bernsteinpokal: 1940 (als LSV Okecie), 1941
- Vizemeister der Gauliga Generalgouvernement: 1941

## Bekannte Fußballspieler
- Franz Grigutsch
- Richard Kubus